# 全球展覽日
全球展覽日是國際展覽業協會（下簡稱「UFI」）與國際展覽暨活動協會自2016年起，為慶祝全球會議展覽產業發展成就所設計的全球性活動，目的是為彰顯會議展覽產業對經濟效益上的貢獻；原則上為六月的第一個星期三（若第一個星期三為1日，會延後一周舉辦以避開其他節日）。
現時雖與美國EMB組織（Exhibitions Means Business）於華盛頓舉辦，自2014年創立的美國展覽日（Exhibitions Day）互為競爭對手，但EMB組織的美國展覽日為了響應這項全球運動，都會儘可能與此一全球盛事結合，以維持兩者間的良好關係。
此一活動多半以研討會或是技術講座的形式進行，不乏展覽產業交流與前景觀瞻，甚至是各種舉辦展覽會議活動的形式討論，但實際上可能會依照UFI旗下組織會員的舉辦型態而有所差異。
2019年，RAI國際會展中心曾藉由響應此活動，公然在網路上呼籲展覽產業，應注意避免流失社群發展，以及點出永續經營及創新的重要性；這份迴響後來也獲得此活動創始單位UFI的響應，使UFI於全球展覽日舉辦後一周，提出了會議展覽產業當中，展覽主題（Theme）、展覽營運（Operation）、展覽業者（Company）等三面向，與聯合國永續發展目標之結合的可能性，由於當年剛好與世界環境日疊合，因此在芬蘭的赫爾辛基會展中心便提出了長期節能減碳的目標，鼓勵會議展覽產業在兼顧永續經營的同時，需注重碳排放對產業的不利影響。

## 全球展覽日大獎
於2018年起，與英國Mash Media集團旗下「Exhibition World」網站合作籌辦，已成為此一全球活動的重要指標獎項，現時設置的獎項類型包含：
- 產業影響獎（Industry Impact Award）
- 最大規模實體活動（Biggest Scale Physical Activity）
- 人才推廣獎（Talent Promotion Award）
- 最受關注線上活動（Highest Profile Online Activity）
- 最具創意活動（Most Creative Activity）